# Oliver Gildart

a Compétitions nationales et continentales officielles uniquement.

b Matchs officiels uniquement.
Oliver Gildart, né le 6 août 1996 à Hindley (Angleterre), est un joueur de rugby à XIII international anglais évoluant au poste  d'ailier ou de centre dans les années 2010. Formé par les Warriors de Wigan, il débute en prêt sous les couleurs de Workington puis de Salford. De retour au cours de la saison 2016 à Wigan, il a remporté depuis deux titres de Super League en 2016 et 2018, ainsi qu'un World Club Challenge en 2017. 
Désigné meilleur jeune joueur de la Super League en 2017, il honore sa première sélection en équipe d'Angleterre en 2018.

## Biographie
Oliver Gildart est né à Hindley dans le Grand Manchester. Ses parents se nomment Claire et Ian Gildart, ce dernier a été joueur de rugby à XIII à Wigan, Wakefield et Oldham. Il a une ascendance italienne par sa mère lui permettant d'être éligible en équipe d'Italie.
Pur produit de la formation de Wigan, Oliver Gildart débute par deux prêts à Workington puis de Salford, faisant ses débuts en Super League avec ces derniers. Revenu au cours de la saison dans son club formateur à Wigan, il prend part à sa première finale de Super League au bout de son dixième match, mais perd celle-ci.
Il poursuit sa progression lors de la saison 2016 et s'y impose comme titulaire au poste de centre et y marquant de nombreux essais. Il ponctue sa saison par le titre de Super League avec un essai en finale 12-6 contre Warrington. En 2017, après avoir remporté le World Club Challenge, Wigan termine sixième de Super League et perd la finale de la Coupe d'Angleterre contre Hull FC 14-18 mais Gildart reçoit le titre de meilleur jeune joueur de la Super League. Il est également retenu en équipe d'Italie pour la Coupe du monde 2017 mais décline cette convocation pour se concentrer sur sa pré-saison et poursuivre sa progression.
La saison 2018 est collectivement une meilleure réussite avec un second titre de Super League 12-4 contre Warrington. Il est sélectionné en fin de saison pour la première fois en équipe d'Angleterre par Wayne Bennett avec laquelle il dispute les trois matchs contre la Nouvelle-Zélande pour deux succès et une défaite.

## Palmarès
- Collectif :
  - Vainqueur du World Club Challenge : 2017 (Wigan).
  - Vainqueur de la Super League : 2016 et 2018 (Wigan).
  - Finaliste de la Super League : 2015 et 2020 (Wigan).
  - Finaliste de la Coupe d'Angleterre : 2017 (Wigan).

- Individuel :
  - Meilleur jeune joueur de la Super League : 2017 (Wigan).

### Détails en sélection
| Matchs internationaux d'Oliver Gildart avec l'Angleterre       | Matchs internationaux d'Oliver Gildart avec l'Angleterre | Matchs internationaux d'Oliver Gildart avec l'Angleterre | Matchs internationaux d'Oliver Gildart avec l'Angleterre | Matchs internationaux d'Oliver Gildart avec l'Angleterre | Matchs internationaux d'Oliver Gildart avec l'Angleterre | Matchs internationaux d'Oliver Gildart avec l'Angleterre | Matchs internationaux d'Oliver Gildart avec l'Angleterre | Matchs internationaux d'Oliver Gildart avec l'Angleterre | Matchs internationaux d'Oliver Gildart avec l'Angleterre | Matchs internationaux d'Oliver Gildart avec l'Angleterre | Matchs internationaux d'Oliver Gildart avec l'Angleterre |
|                                                                | Date                                                     | Adversaire                                               | Résultat                                                 | Compétition                                              | Poste                                                    | Points                                                   | Essais                                                   | Pen.                                                     | Drops                                                    |                                                          |                                                          |
| -------------------------------------------------------------- | -------------------------------------------------------- | -------------------------------------------------------- | -------------------------------------------------------- | -------------------------------------------------------- | -------------------------------------------------------- | -------------------------------------------------------- | -------------------------------------------------------- | -------------------------------------------------------- | -------------------------------------------------------- | -------------------------------------------------------- | -------------------------------------------------------- |
| 1.                                                             | 27 octobre 2018                                          | Nouvelle-Zélande                                         | 18-16                                                    | Test match                                               | Ailier                                                   | 4                                                        | 1                                                        | -                                                        | -                                                        |                                                          |                                                          |
| 2.                                                             | 4 novembre 2018                                          | Nouvelle-Zélande                                         | 20-14                                                    | Test match                                               | Centre                                                   | 0                                                        | 0                                                        | -                                                        | -                                                        |                                                          |                                                          |
| 3.                                                             | 11 novembre 2018                                         | Nouvelle-Zélande                                         | 0-34                                                     | Test match                                               | Centre                                                   | 0                                                        | 0                                                        | -                                                        | -                                                        |                                                          |                                                          |
| Matchs internationaux d'Oliver Gildart avec la Grande-Bretagne |                                                          |                                                          |                                                          |                                                          |                                                          |                                                          |                                                          |                                                          |                                                          |                                                          |                                                          |
|                                                                | Date                                                     | Adversaire                                               | Résultat                                                 | Compétition                                              | Poste                                                    | Points                                                   | Essais                                                   | Pen.                                                     | Drops                                                    |                                                          |                                                          |
| 1.                                                             | 26 octobre 2019                                          | Tonga                                                    | 6-14                                                     | Amical                                                   | Centre                                                   | 0                                                        | 0                                                        | -                                                        | -                                                        |                                                          |                                                          |

## Détails

### En club
| Saison | Club              | Compétition  | Matchs | Points | Essais | Buts | Drops |
| ------ | ----------------- | ------------ | ------ | ------ | ------ | ---- | ----- |
| 2015   | Workington Town   | Championship | 2      | 0      | 0      | 0    | 0     |
| 2015   | Salford City Reds | Super League | 3      | 4      | 1      | 0    | 0     |
| 2015   | Wigan Warriors    | Super League | 7      | 16     | 4      | 0    | 0     |
| 2016   | Wigan Warriors    | Super League | 30     | 48     | 12     | 0    | 0     |
| 2017   | Wigan Warriors    | Super League | 20     | 60     | 15     | 0    | 0     |
| 2018   | Wigan Warriors    | Super League | 30     | 52     | 13     | 0    | 0     |